# Базилика Святого Причастия (Колония-дель-Сакраменто)
Базилика Святого Причастия (исп. Basílica del Santísimo Sacramento) — малая базилика, католическая приходская церковь в Колонии-дель-Сакраменто (Уругвай).

## История
Приход был основан 2 февраля 1680 года. Он является одним из старейших в стране. Первая церковь на этом месте была скромным грязным ранчо. Она так же стара, как и сам город (бывшее португальское поселение). Настоящая церковь восходит в 1810 году, она была построена по планам Томаса Торибио. Вскоре шторм разрушил здание, а восстановлено оно было только между 1836 и 1841 годами. Наконец, в 1976 произошла реконструкция. Над ней работали архитекторы Хосе Терра Карве, Антонио Кравотто и Мигель Анхель Одриозола.
В 1995 году исторический квартал города Колония-дель-Сакраменто был объявлен объектом Всемирного Наследия ЮНЕСКО, а вместе с ним, и — базилика.